# Dendropsophus molitor
A rã-andina (Dendropsophus molitor) é uma espécie de anfíbio anuro que vive na Cordilheira Oriental dos Andes entre os 2.400 e 3.200 metros de altitude.
Possui cerca de 4 centímetros de comprimento. Sua variação de cor de pele é geralmente verde, com manchas castanhas e pardas. Possui membrana interdigital entre os dedos.
Vive em zonas húmidas, charcos, lagos, lagunas e outras zonas de águas calmas. Possui hábitos noturnos e se alimenta preferencialmente de insectos. Pode saltar sobre o solo, subir em árvores, construções e pedras.